# Phyllanthus comorensis
Phyllanthus comorensis är en emblikaväxtart som beskrevs av Jacques Désiré Leandri. Phyllanthus comorensis ingår i släktet Phyllanthus och familjen emblikaväxter.
Artens utbredningsområde är Komorerna. Inga underarter finns listade i Catalogue of Life.